# وی چن-یانگ
وی چن-یانگ (انگلیسی: Wei Chen-yang؛ متولد ۲۳ فوریه ۱۹۹۲ در شهرستان نانتو) یک تکواندوکار بازنشسته تایوانی است. او در بازی‌های المپیک تابستانی ۲۰۱۲ در دسته ۵۸ کیلوگرم شرکت کرد. در مرحله مقدماتی له هوین چائو را شکست داد ولی در مرحله یک چهارم نهایی توسط الکسی دنیسنکو حذف شد. وی در سال ۲۰۱۴ از تکواندو بازنشسته شد.